# Горн, Эдуард
Эдуард Горн (настоящее имя Игнац Эйнхорн, 25 сентября 1825, Нове-Место-над-Вагом — 2 ноября 1875, Будапешт) — венгерский раввин, политический деятель, экономист и статистик еврейского происхождения.

## Биография
Эйнхорн учился в талмудических школах Нитры, Пресбурга, Праги и в Будапештском университете. В Будапеште Эйнхорн начал свою журналистскую карьеру, он сотрудничал с газетами «Pester Lloyd», «Allgemeine Zeitung des Judentums» и журналом «Der Orient».
В 1847 году Эйнхорн начал читать проповеди в синагоге новой общины Альт-Офена. В апреле 1848 года в Будапеште Эйнхорном был основан еженедельный журнал «Der Ungarische Israelit». Журнал дал толчок к возникновению в Будапеште реформистской конгрегации, первым проповедником которой и стал Эйнхорн.
Эйнхорн был приверженцем либеральных идей как в религии, так и в политике. Он принимал участие в Венгерском восстании 1848—1849 годов сначала в качестве революционного оратора в Будапеште, а затем капелланом армии в Коморне, назначение на должность которого он получил от генерала Дьёрдь Клапки. После капитуляции революционных войск у Вилагоша он вернулся домой, но не чувствовав себя там в безопасности, он отправился в Вену, а затем в Прагу.
Эйнхорна преследовала полиция, поэтому в марте 1850 года он отправился в Лейпциг, где оставался в течение двух лет. Там он под псевдонимом «Эдуард Горн», который взял после революции, написал несколько политических памфлетов. В 1851 году он написал несколько статей о Венгрии для «Konversations-Lexikon» Брокгауза. В том же году он написал «Die Revolution und die Juden in Ungarn». Его книга «Ludwig Kossuth», изданная в 1851 году, была конфискована полицией, за самим Эйнхорном начала следить австрийская полиция, а издателя книги заключили в тюрьму на два года. Чтобы избежать экстрадиции в Австрию и последующего тюремного заключения, он отправился в Брюссель, а оттуда в Амстердам, где он опубликовал в 1852 году «Spinoza's Staatslehre zum Ersten Male Dargestellt».
Вернувшись в Брюссель, он посвятил себя изучению французского и английского языков. Он также изучал статистические данные по Бельгии. На основе этих данных Эйнхорн опубликовал в 1853 году «Statistische Gemälde des Königreichs Belgien», а в 1854 году в Лейпциге вышло его сравнительное исследование о народонаселении Бельгии «Bevolkerungswissenschaftliche Studien aus Belgien».
В 1856 году Эйнхорн переехал в Париж в качестве корреспондента нескольких немецких газет. Вскоре Мишель Шевалье предлагает ему работу в «Journal des débats», в котором он занимается редакцией политико-экономического и финансового отделов журнала. Эйнхорн издал три тома ежегодника «Annuaire international du credit public», содержащие по некоторым отделам исторические очерки государственного кредита и денежного обращения.
В 1858 году вышла книга Эйнхорна «Jean Law, ein finanzgeschichtlicher Versuch». Несколько позднее Эйнхорн напечатал книгу «La Liberte des banques», в которой он являлся сторонником теории неограниченной свободы промышленности. В 1863 году Эйнхорн стал одним из учредителей журнала «L'Avenir National».
Из Парижа Эйнхорн вёл литературную войну против политики австрийского правительства. Итальянский король Виктор Эммануил II присвоил ему звание кавалера Ордена Святых Маврикия и Лазаря. В 1867 году Эйнхорн опубликовал работу «L'Economie Politique Avant les Physiocrates», которая получила гран-при Французской академии наук.
В 1869 году Горн воспользовался амнистией и возвратился в Венгрию, где был избран депутатом от Пресбурга в парламент Венгрии, a несколько лет позднее — от столицы. В 1875 году был назначен министром торговли Венгрии.